# ایمره نادی
ایمره ناگی یا ایمره نادْیْ (مجاری: Nagy Imre؛ زاده ۷ ژوئن ۱۸۹۶ – درگذشته ۱۶ ژوئن ۱۹۵۸) سیاست‌مدار کمونیست و در دو نوبت نخست‌وزیر مجارستان بود. وی پس از شکست انقلاب ۱۹۵۶ مجارستان به جرم خیانت به حزب و نقش داشتن در قیام‌های ضد اتحاد جماهیر شوروی، محاکمه و اعدام شد.

## جوانی و ورود به سیاست
ناگی در خانواده‌ای دهقانی در کاپشوار به دنیا آمد. او در جوانی به‌عنوان شاگرد مهندس و کارگر کار کرد. در جنگ جهانی اول به جبههٔ شرق فرستاده شد و در ارتش مجارستان جنگید و در ۱۹۱۵ میلادی به‌عنوان اسیر جنگی زندانی شد. در ‎۱۹۱۷–۱۹۱۸ به ارتش سرخ و حزب بلشویک پیوست و پس از آن به عضویت حزب کمونیست مجارستان که غیرقانونی بود درآمد. بین ‎۱۹۲۹–۱۹۳۲ در مؤسسه بین‌المللی کشاورزی مسکو مشغول به فعالیت شد، چندین مقاله برای مجلهٔ داس و چکش نوشت و از طرف کمینترن برنامه‌هایی کمونیستی برای مبارزه با مشکلات کشاورزی طراحی کرد. او در انتهای جنگ جهانی دوم به مجارستان بازگشت و به‌عنوان وزیر کشاورزی در دولت جدید کمونیستی شروع به فعالیت کرد و همچنین عهده‌دار اصلاحات ارضی در ۱۹۴۵ شد.

## نخست‌وزیری
در ‎۱۹۵۳–۱۹۵۵ نخست‌وزیر مجارستان بود. اما پس از آن مجبور به استعفا و از حزب کمونیست نیز اخراج شد. این اخراج توسط کسانی چون دبیرکل حزب، ماتیاش راکوشی، و در مخالفت با گرایش‌های آزادسازی او انجام گرفت. او در مدت دوری از سیاست به تدریس پرداخت.

## انقلاب ۱۹۵۶
ایمره ناگی در انقلاب ۱۹۵۶ مجارستان مجدداً برای مدت کوتاهی نخست‌وزیر شد و در یکم نوامبر از غرب تقاضای کمک به مجارستان کرد. با سرکوب انقلاب توسط شوروی، او و دیگران به سفارت‌خانهٔ یوگسلاوی پناهنده شدند.

## درگذشت
با شکست انقلاب، ایمره ناگی در ۲۲ نوامبر دستگیر شد و به جرم خیانت به حزب و نقش داشتن در قیام‌های ضد اتحاد جماهیر شوروی، به همراه هفت نفر از دستیارانش در دادگاهی مخفی محاکمه شد. وی به همراه پال مالِتِر، وزیر دفاع و میکلوش گیمِش، روزنامه‌نگار سرشناس مجاری، در تابستان ۱۹۵۸ اعدام شد. جسد وی در نقطه‌ای دور از دسترس (قطعهٔ ۳۰۱) در گورستان شهرداری در بیرون از بوداپست به خاک سپرده شد. قبر او تا سال ۱۹۸۹ قابل بازدید نبود. در زمان دولت کمونیستی در مجارستان که دسترسی به مقبرهٔ واقعی او امکان‌پذیر نبود مقبره‌ای خالی به یادش در گورستان پرلاشز در پاریس ایجاد شد. در ۱۹۸۹ یاد او مجدداً گرامی داشته شد و در تشیع‌جنازه‌ای دولتی از او تقدیر شد.

## میراث

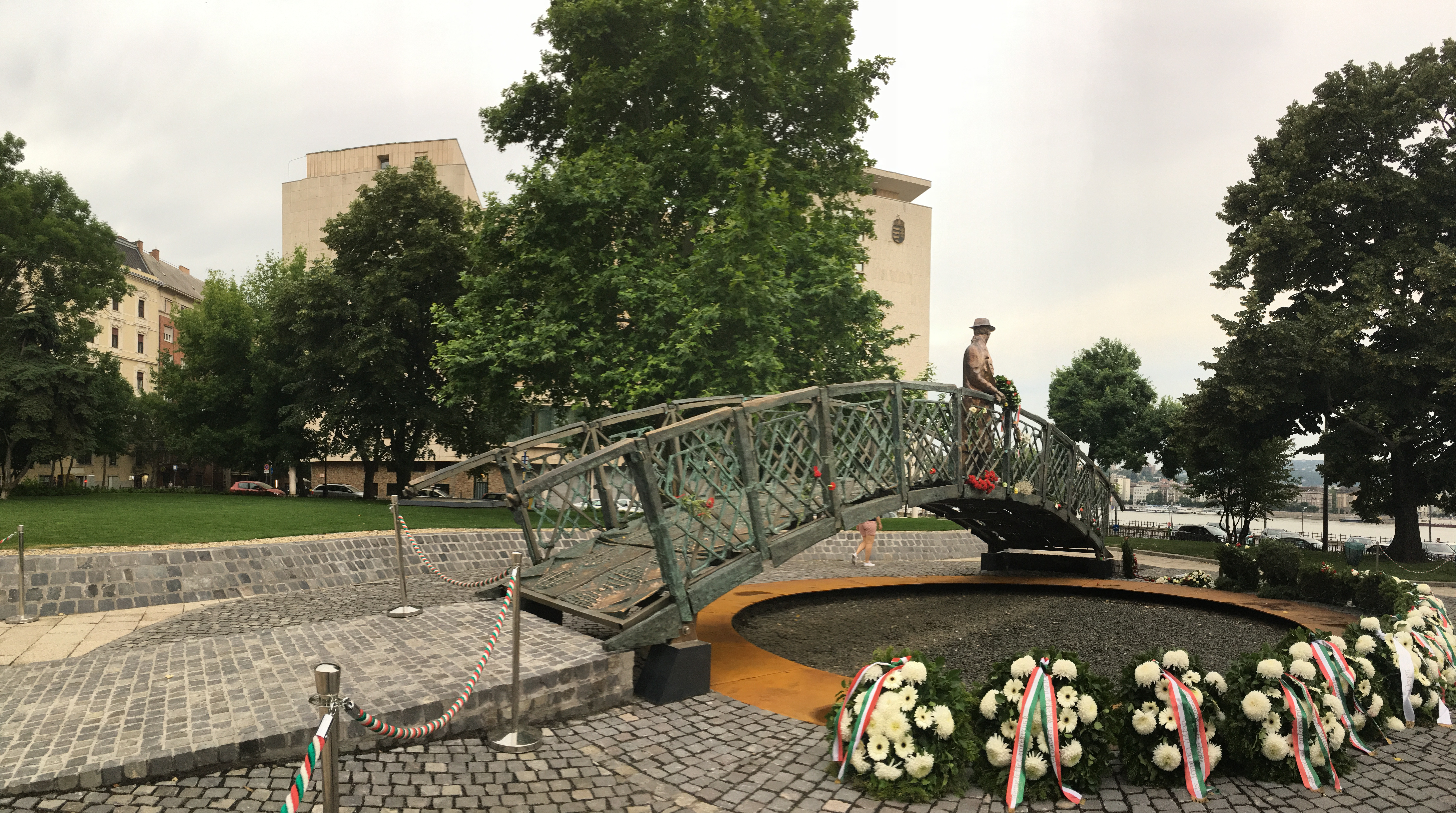
مجسمهٔ ایمره ناگی در محل جدید آن میدان ماری یاسایی - ۱۶ ژوئن ۲۰۱۹

دست نوشته‌های او به‌عنوان «ایمره ناگی در مورد کمونیسم» که پس از انفصال از نخست‌وزیری در ‎۱۹۵۵–۱۹۵۶ نوشته بود در ۱۹۵۷ مخفیانه به غرب رسید و چاپ شد.
در ۲۰۰۴ مارتا مساروش فیلمی بر اساس زندگی وی به نام مردهٔ دفن‌نشده ساخت.
در ۹ ژوئن ۲۰۰۸ میلادی، آرشیو دولتی مجارستان، نوار محاکمه او در دادگاه کمونیستی وابسته به اتحاد جماهیر شوروی را برای عموم منتشر کرد.
در ژوئن ۱۹۹۶ به مناسبت تولد صد سالگی، مجسمه‌ای از او در نزدیکی پارلمان مجارستان پرده‌برداری شد. انتقال مجسمه در ۲۸ دسامبر ۲۰۱۸ از این محل جنجال‌برانگیز شد. در همین مکان مجسمهٔ یادبود دیگری، مربوط به شهدای ترورهای کمونیستی سال ۱۹۱۹ در پس از جنگ جهانی اول قرار داشته‌است، که بازسازی و مجدداً نصب شد. از مجسمهٔ وی پس از انتقال، در تاریخ ۵ ژوئن ۲۰۱۹ بدون تشریفات در میدان ماری یاسایی در لیپوت‌واروش پرده‌برداری شد. نگاه مجسمه این‌بار به بودا، میدان ایمره ناگی، محل محاکمه‌اش دوخته شده‌است.

## نگارخانه

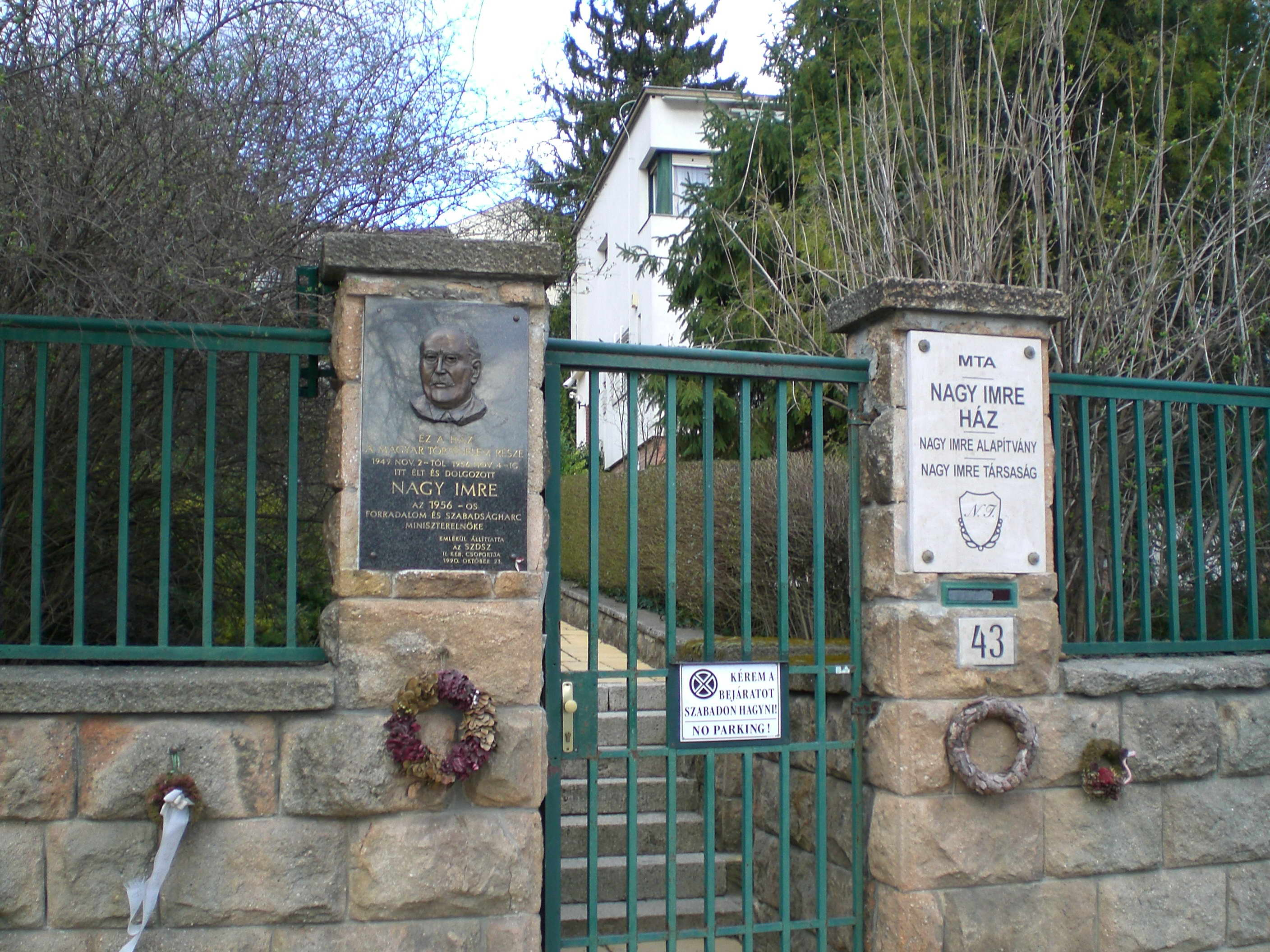
ویلای مصادره‌ای دولتی که با همسرش از ۱۹۴۹ در اجاره داشتند.
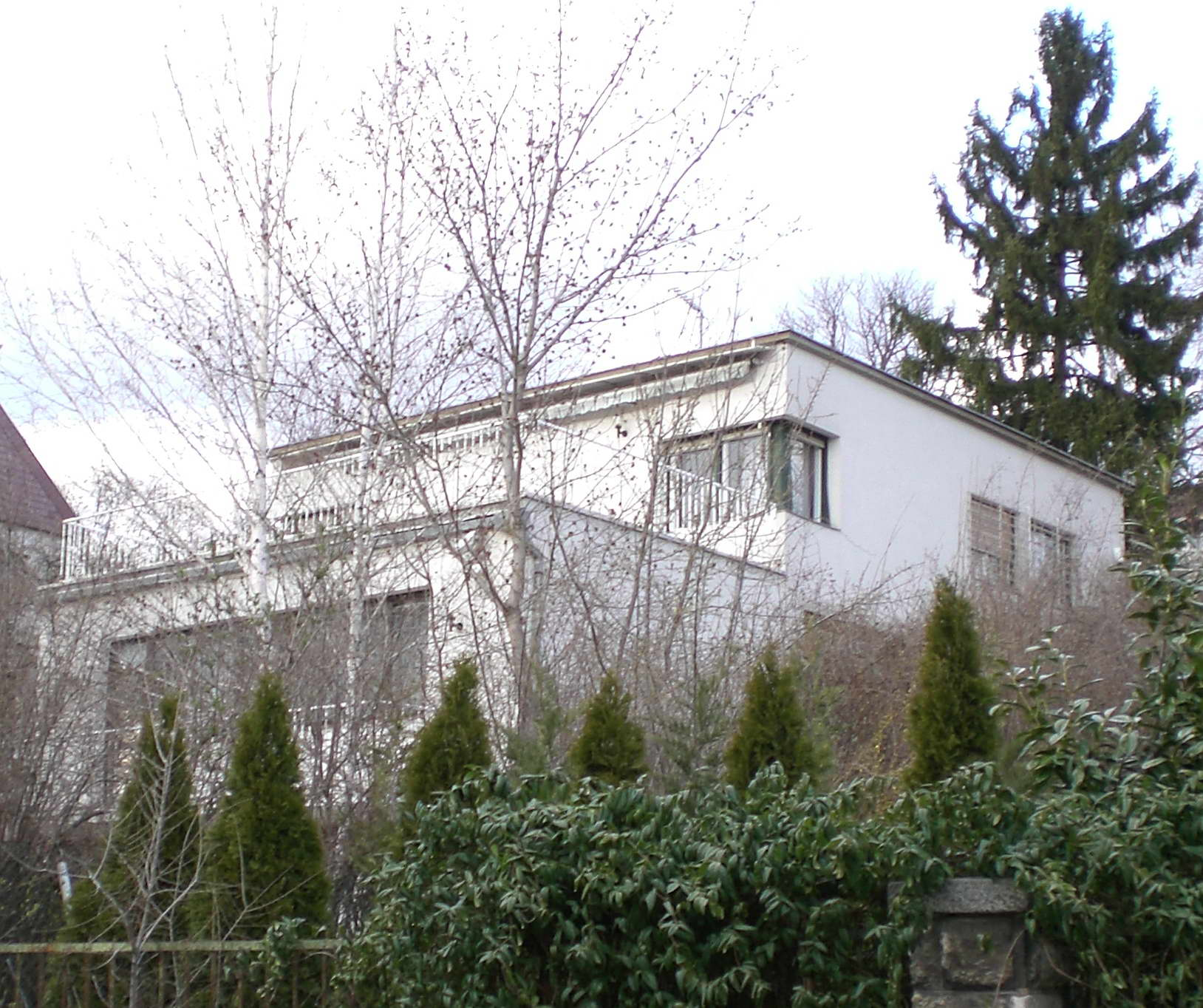
ویلای باوهاوس - محل اقامت
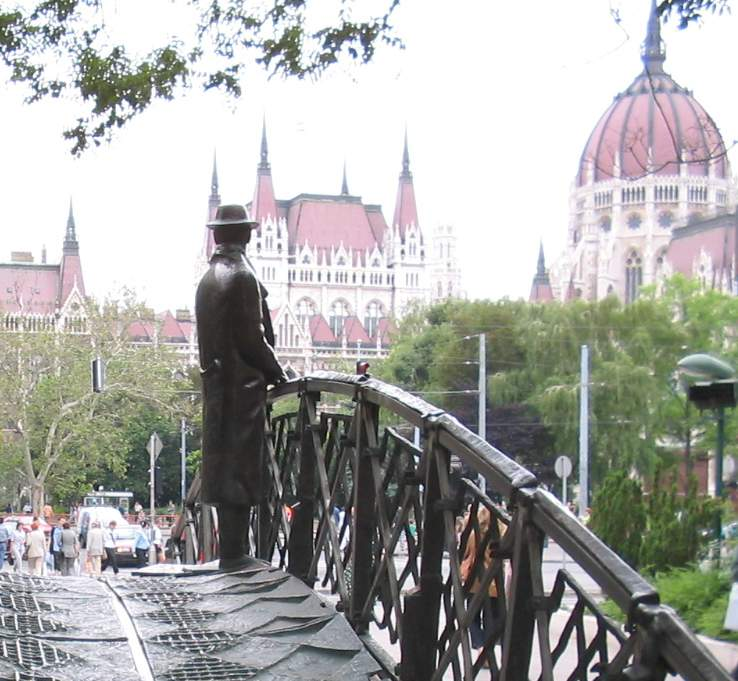
مجسمه پیش از انتقال (روبروی ساختمان پارلمان).

## یادداشت
1. ↑  در ایران و جهان او را با نام ناگی نیز می‌شناسند.
2. ↑  نام در زبان مجاری.
3. ↑  مجاری: Maléter Pál
4. ↑  مجاری: Gimes Miklós